# Додома
Додома (суах. Dodoma; англ. Dodoma) — столиця Танзанії та адміністративний центр регіону (суах. mkoa) Додома.

## Географія
Додома знаходиться в самому центрі Танзанії, на плато висотою 1290 м, за 320 км від східного узбережжя Індійського океану.

## Клімат
Місто розташована в зоні, яка характеризується кліматом помірних степів. Найтепліший місяць — листопад із середньою температурою 25 °C (77 °F). Найхолодніший місяць — липень, із середньою температурою 19,4 °C (67 °F).
| Клімат Додоми           | Клімат Додоми | Клімат Додоми | Клімат Додоми | Клімат Додоми | Клімат Додоми | Клімат Додоми | Клімат Додоми | Клімат Додоми | Клімат Додоми | Клімат Додоми | Клімат Додоми | Клімат Додоми | Клімат Додоми |
| Показник                | Січ.          | Лют.          | Бер.          | Квіт.         | Трав.         | Черв.         | Лип.          | Серп.         | Вер.          | Жовт.         | Лист.         | Груд.         | Рік           |
| Абсолютний максимум, °C | 35            | 36            | 33            | 32            | 32            | 31            | 31            | 33            | 33            | 36            | 36            | 36            | 36            |
| Середній максимум, °C   | 29            | 27            | 28            | 28            | 27            | 28            | 26            | 27            | 28            | 30            | 31            | 30            | 28            |
| Середня температура, °C | 23            | 22            | 22            | 22            | 21            | 20            | 19            | 20            | 21            | 23            | 24            | 24            | 22            |
| Середній мінімум, °C    | 18            | 18            | 17            | 17            | 16            | 13            | 12            | 13            | 15            | 17            | 18            | 18            | 16            |
| Абсолютний мінімум, °C  | 15            | 12            | 15            | 15            | 10            | 8             | 7             | 9             | 11            | 12            | 14            | 14            | 7             |
| Норма опадів, мм        | 150           | 100           | 130           | 50            | 0             | 0             | 0             | 0             | 0             | 0             | 20            | 90            | 560           |
| Днів з дощем            | 10            | 8             | 8             | 4             | 0             | 0             | 0             | 0             | 0             | 0             | 1             | 7             | 42            |
| Вологість повітря, %    | 66            | 68            | 70            | 68            | 63            | 60            | 59            | 58            | 55            | 53            | 55            | 63            | 62            |
| ----------------------- | ------------- | ------------- | ------------- | ------------- | ------------- | ------------- | ------------- | ------------- | ------------- | ------------- | ------------- | ------------- | ------------- |
| Джерело: Weatherbase    |               |               |               |               |               |               |               |               |               |               |               |               |               |

## Історія міста

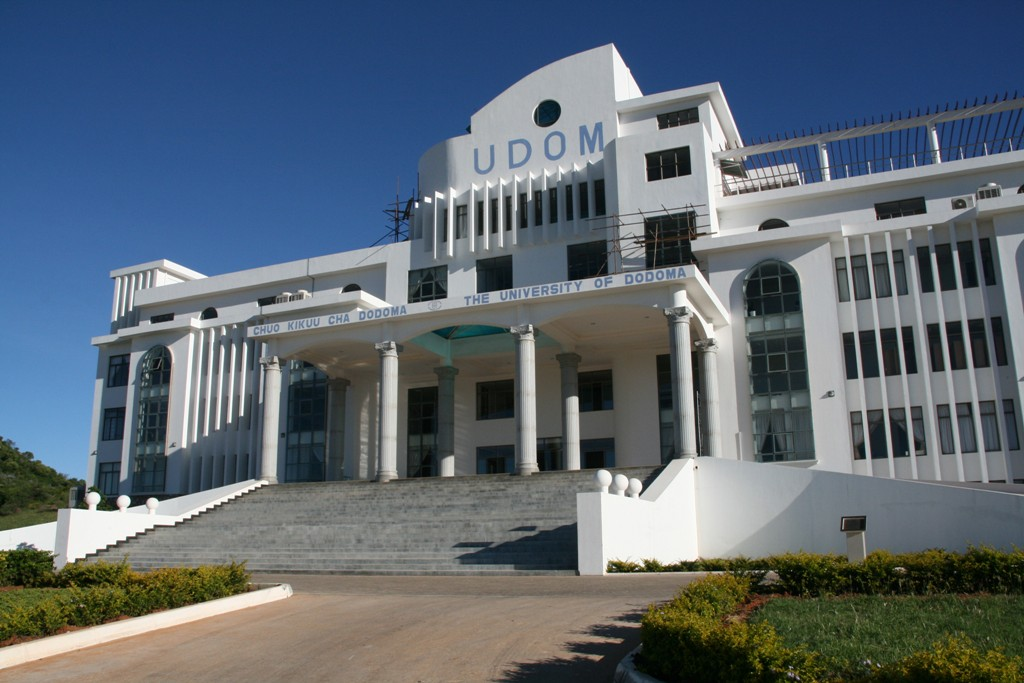
Університет Додоми

Додома була заснована в кінці XIX століття як одне з колоніальних поселень у складі Німецької Східної Африки. У перше десятиліття XX століття німці, які тут поселилися, почали будівництво залізничної станції та залізниці, що мала з'єднати місто з великими населеними пунктами країни, зокрема з її економічним і культурним центром — портом Дар-ес-Салам.
По закінченні Першої світової війни Додома увійшла до складу колоніальних володінь Великої Британії. 
У 1974 році місто Додома замінило Дар-ес-Салам та стало офіційну столицю Танзанії. 1996 року резиденції уряду, президента країни та Національна асамблея були перенесені в Додому. 
Однак іноземні посольства, а також більшість державних установ, промислових підприємств, банків та офісів донині залишилися у колишній столиці.

## Населення
Чисельність населення Додома становить 213 636 осіб (2020). 
У місті мешкають представники африканських народностей ньямвезі, чагга, гая, гого, масаї та інших. Вони становлять майже 99 % всіх мешканців міста. Решта є нащадками вихідців з арабських та європейських країн.